# Michael Klauß (Fußballspieler, 1987)
Michael Klauß (* 20. April 1987 in Sindelfingen) ist ein deutscher Fußballspieler.

## Karriere
2006 wechselte Klauß von der Jugend des GSV Maichingen zur zweiten Mannschaft des VfB Stuttgart. Zwei Jahre spielte er regelmäßig im Mittelfeld, ohne jedoch Stammspieler zu sein. In der Saison 2007/08 qualifizierte sich die U 23 des VfB für die neu geschaffene 3. Liga. Sein Profidebüt gab Klauß am 26. Juli 2008 am ersten Spieltag der Saison 2008/09 gegen Kickers Offenbach. In seinem ersten Profijahr war er Stammspieler im Sturm der Schwaben. Im Jahr darauf stand er überhaupt erst in der Rückrunde wieder regelmäßig auf dem Platz, dann aber meist nur als Einwechselspieler.
Im Januar 2010 absolvierte Klauß ein Probetraining beim damaligen Regionalligisten VfR Aalen, eine anschließende Verpflichtung kam jedoch trotz Aalener Interesse nicht zustande. Daraufhin verließ Klauß die Stuttgarter nach Saisonende und unterschrieb beim SSV Jahn Regensburg einen Zweijahresvertrag ab der Saison 2010/11. In seinem ersten Jahr kam er zuerst häufig als Einwechselspieler zum Einsatz, in der Rückrunde wurde er immer mehr zum Stammspieler. Im Jahr darauf war er als Linksaußen gesetzt. Dies wirkte sich auch auf seine Erfolgsquote aus: Mit neun Toren in 30 Partien war er zweitbester Torschütze der Mannschaft. Durch das Erreichen von Platz 3 kamen danach noch zwei Relegationsspiele gegen den Karlsruher SC für ihn dazu, an deren Ende der Aufstieg des SSV Jahn Regensburg in die 2. Bundesliga stand.
Seinen auslaufenden Vertrag bei den Regensburgern verlängerte Klauß jedoch nicht und wechselte zur neuen Saison 2012/13 schließlich doch zum VfR Aalen, der inzwischen ebenfalls in die 2. Bundesliga aufgestiegen war. Im Lauf der Saison absolvierte Klauß insgesamt 22 Zweitligaspiele, davon 14 von Beginn an. In der folgenden Saison schaffte er den Durchbruch zum Stammspieler auf der Linksaußen-Position und wurde mit drei selbst erzielten und sieben vorbereiteten Toren in 27 Spielen der beste Vorlagengeber der Aalener.
Im Sommer 2016 wechselte er zur zweiten Mannschaft des 1. FC Köln. Nach zwei Jahren kehrte der Linksaußen zur Winterpause 2017/18 wieder in seine Heimatregion zurück und schloss sich den Stuttgarter Kickers an, mit denen er am Ende der Saison in die fünftklassige Oberliga Baden-Württemberg abstieg. Nachdem die Kickers in den folgenden zwei Jahren den Wiederaufstieg jeweils verpassten, schloss sich Klauß 2020 dem Ligakonkurrenten SGV Freiberg an. Am Ende der Saison 2021/22 erreichte er mit der Mannschaft den Aufstieg in die Regionalliga, verließ den Verein jedoch anschließend und kehrte stattdessen zu seinem ehemaligen Jugendverein GSV Maichingen zurück. Klauß zählte mit 16 Toren in 31 Einsätzen zu Maichingens Leistungsträgern, als in der Saison 2022/23 als Landesligameister der Aufstieg in die Verbandsliga Württemberg gelang.

## Erfolge
- Aufstieg in die 2. Bundesliga: 2012 mit Jahn Regensburg
- Aufstieg in die Regionalliga: 2022 mit dem SGV Freiberg
- Aufstieg in die Verbandsliga Württemberg: 2023 mit dem GSV Maichingen